# Oxypora
Genre
Synonymes
- Trachypora Verrill, 1864[1]

Oxypora est un genre de scléractiniaires (coraux durs) de la famille des Lobophylliidae.

## Liste des genres
Selon World Register of Marine Species (16 février 2019) :
- Oxypora convoluta Veron, 2000
- Oxypora crassispinosa Nemenzo, 1980
- Oxypora egyptensis Veron, 2000
- Oxypora glabra Nemenzo, 1959
- Oxypora lacera (Verrill, 1864)

## Publication originale
- Saville-Kent, 1871 : On some new and little-known species of madrepores, or stony corals, in the British Museum Collection. Proceedings of the Scientific Meetings of the Zoological Society of London for the Year 1871, pp. 275-286 (texte intégral) (en).